# Accord du Smithsonian Institute
L'accord du Smithsonian Institute est un accord sur les taux de change signé le 18 décembre 1971 à Washington , au Smithsonian Institute  entre les États-Unis, le Japon, l'Allemagne de l'Ouest, le Royaume-Uni et la France, qui vont plus tard former le G5).
Ces pays voient se déprécier le cours du dollar américain par rapport à ceux du yen et au mark allemand.
L'accord du Smithsonian Institute est considéré comme une forme de renoncement au système monétaire de Bretton Woods même s'ils visent à remettre de l'ordre sur le marché des changes.
Les accords ont été signés au Smithsonian Institution, une institution de recherche scientifique, créée sous l'égide de l'administration américaine au siècle précédent, en 1846 à Washington.

## Contexte et précédents
L'accord dit du Smithsonian Institute est précédé par la Relance de La Haye ou "sommet de La Haye" (Pays-Bas), réunissant les chefs d'État des Six de la Communauté économique européenne se déroule les 1er et 2 décembre 1969.
Aux Etats-Unis, les déficits budgétaires américains et la dégradation de la balance des paiements courants provoqués par la guerre du Vietnam se sont ajoutés au financement jugé inflationniste du « Welfare State » pour affaiblir la monnaie. C'est de cette époque que date la formule attribuée au secrétaire américain au Trésor John Connally : « Le dollar est notre devise et votre problème. ».

## Motivation
L'accord du Smithsonian Institute a été conçu pour sauver les parités fixes et en a rétabli, tout en définissant des marges de fluctuation, dans un moment de turbulances du système monétaire de Bretton Woods. Les participants souhaitaient remettre de l'ordre sur le marché des changes.

## Mesures principales
Les mesures principales sont pensées comme une tentative de revenir à un système de parité relativement fixes après une période d'ajustement.
L'once d'or est augmentée à 38 dollars (+8,6 %). Le mark (+13,5 %) et le yen (+16,8 %) sont réévalués. Les principales monnaies européennes sont réévaluées aussi, en particulier le franc de 8,6% par rapport au dollar, mais se déprécie par rapport à d'autres monnaies dont 6% face au mark.
Les parités vis-à-vis du dollar sont dotées de marges de fluctuation élargies, de ± 1% à ± 2,25 %,, l'or étant utilisé comme valeur de référence pour le calcul des taux de change entre monnaies et le dollar restant inconvertible.
Les fluctuations entre monnaies européennes peuvent atteindre 9 % en cas de retournement face au dollar, nuisant à la politique agricole commune.
L'accord est un compromis "ménageant une transition entre système monétaire international fixe et une version flexible" 

## Suites
Au delà des mesures principales, cet accord devait être suivi de négociations entre les puissances économiques.
"Cela va durer trois mois", commente lors de la réunion un des participants, Paul Volcker, qui deviendra huit ans après président de la Réserve Fédérale des États-Unis. L'une des suites est la création du Serpent monétaire européen en avril de l'année suivante.